# Molorchus relictus
Molorchus relictus là một loài bọ cánh cứng trong họ Cerambycidae.